# وقواق ديدريك
وقواق ديدريك (الاسم العلمي: Chrysococcyx caprius) (بالإنجليزية: Didric Cuckoo)‏ هو نوع من الطيور يتبع جنس الوقواق البرونزي من فصيلة طيور الوقواق.